# Iran-Air-Flug 655
Iran-Air-Flug 655 (IR655) war ein Linienflug der Iran Air von Teheran über Bandar Abbas nach Dubai in den Vereinigten Arabischen Emiraten. Am 3. Juli 1988 wurde diese Route von einem Airbus A300B2 mit dem Luftfahrzeugkennzeichen EP-IBU geflogen. Die Maschine wurde auf der zweiten Teilstrecke des Fluges über dem Persischen Golf nahe Qeschm von der Besatzung des US-Kriegsschiffs Vincennes abgeschossen, wobei alle 290 Menschen an Bord getötet wurden. Nach Angaben der US-Regierung war das Flugzeug vom Aegis-Kampfsystem fälschlicherweise als eine angreifende feindliche F-14 Tomcat identifiziert worden.
Es handelt sich um den schwersten Unfall eines Flugzeugs des Herstellers Airbus, den opferreichsten Flugzeugabsturz im Iran und zählt zu den zehn schwersten Zwischenfällen der Zivilluftfahrt.

## Kontext und Ablauf des Abschusses

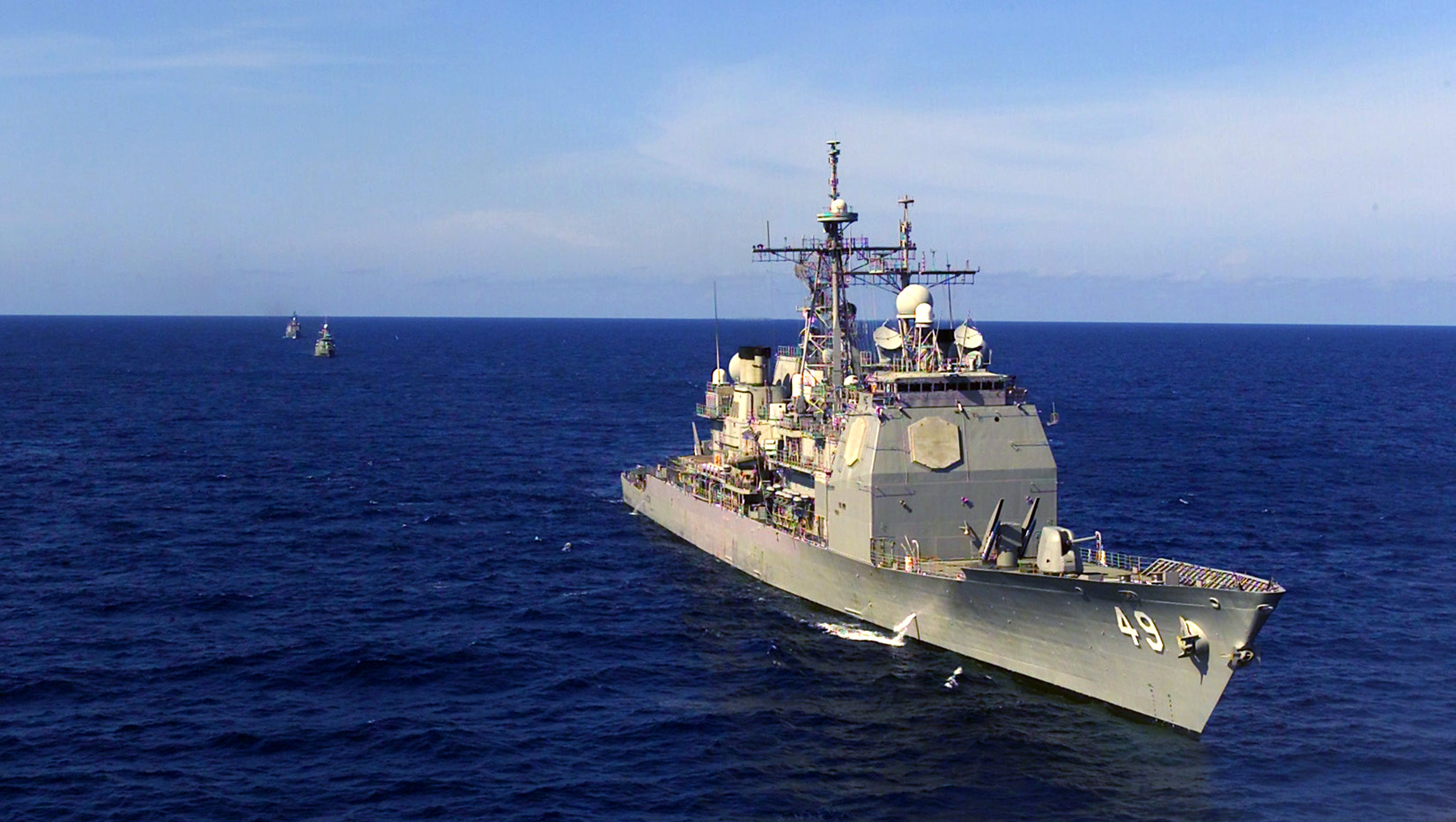
Die USS Vincennes, von der aus der Airbus abgeschossen wurde

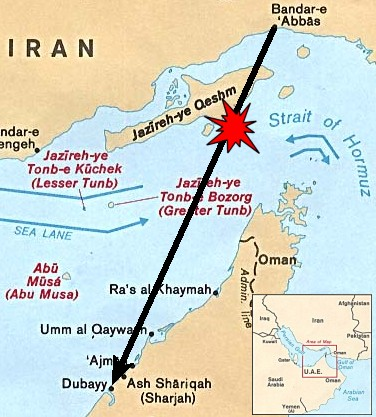
Die Karte zeigt Start- und geplanten Landepunkt des Airbus sowie die ungefähre Position beim Abschuss

Zur Sicherung ihrer Öllieferungen hatten die Vereinigten Staaten im Rahmen der Operation Earnest Will im Jahr 1988 Teile der 5. US-Flotte in den Persischen Golf verlegt, um kuwaitische Öltanker während des Ersten Golfkriegs vor Angriffen zu schützen. Beide Kriegskontrahenten waren dazu übergegangen, Handelsschiffe der jeweils anderen Seite anzugreifen, um den Nachschub des Gegners zu beeinträchtigen. In dieser Situation befand sich die 5. Flotte zwischen den Fronten. Zum Beispiel starben am 17. Mai 1987 37 US-Soldaten bei einem Angriff einer irakischen Mirage F1 auf die Stark.
Am 3. Juli 1988 wurde der Airbus A300 von Captain Mohsen Rezaian geflogen und startete um 10:17 Uhr iranischer Zeit, mit 27-minütiger Verspätung, in Bandar Abbas. Für die Strecke nach Dubai war eine Flugzeit von 28 Minuten geplant. Nach dem Start wurde die Maschine routinemäßig vom Tower auf die 20 Meilen breite Luftverkehrsstraße in Richtung Dubai geleitet. Vorgesehen war, dass die Maschine auf 4.300 m stieg, kurz mit Reisegeschwindigkeit flog und dann den Landeanflug auf den Flughafen begann.
Zur selben Zeit befand sich die Vincennes unter dem Kommando von William C. Rogers III und ausgerüstet mit dem damals neuartigen Aegis-Kampfsystem ganz in der Nähe, in der Straße von Hormus. Die Islamische Republik Iran hatte SS-N-2 Styx-Raketen von der Volksrepublik China gekauft, und nur Schiffe mit dem Aegis-Kampfsystem konnten dieser Gefahr entgegenwirken. Die Vincennes war in das Gebiet beordert worden, nachdem die Samuel B. Roberts von einer iranischen Seemine schwer beschädigt worden war.
Das Schiff war zum Zeitpunkt des Flugzeugabschusses in ein Gefecht mit iranischen Kanonenbooten verwickelt und befand sich in iranischen Hoheitsgewässern. Einige Stunden früher hatte es bereits – wie auch die iranischen Boote – omanische Hoheitsrechte verletzt, bis es von einem omanischen Kriegsschiff entdeckt worden war. Die Sides und die Elmer Montgomery waren ebenfalls in der Nähe.
Der Startflughafen Bandar Abbas des Iran-Air-Flugs 655 wurde damals sowohl von Zivil- als auch von Militärflugzeugen genutzt. Der Airbus wurde durch eine automatische Anfrage der Vincennes beim Transponder der Linienmaschine als Zivilflugzeug erkannt, jedoch identifizierte das Aegis-Kampfsystem der Vincennes eine F-14 Tomcat. Die Besatzung der Vincennes entschied sich, der Meldung des Aegis-Systems zu glauben. Nach Angaben der USA wurden sieben Warnungen auf verschiedenen militärischen Frequenzen an das Flugzeug gesendet, doch die vermutete Tomcat antwortete nicht. Auf der zivilen Notfunkfrequenz seien drei Kontaktversuche unternommen worden, wobei sich die iranische Besatzung nicht angesprochen fühlte, da sie im Cockpit eine andere Geschwindigkeit ablas, als das von der USS Vincennes angerufene „unidentifizierte iranische Flugzeug“ flog. David Carlson, Kommandant eines weiteren in der Nähe befindlichen amerikanischen Kriegsschiffs, sagte, dass er sich wunderte, als die Vincennes ihre Absicht ankündigte, ein Flugzeug anzugreifen, bei welchem es sich eindeutig um eine zivile Linienmaschine handelte.
Nachdem der zuständige Unteroffizier zudem irrtümlich gemeldet hatte, das verdächtige Flugzeug sei schnell tiefer und „auf Abfangkurs“ gegangen, entschied Kapitän Rogers ohne die möglich gewesene Überprüfung dieser Meldung, zwei Flugabwehrraketen vom Typ SM-2 auf das Flugzeug abzufeuern. Diese trafen den Passagierjet und zerstörten ihn völlig. Alle 290 Insassen wurden getötet: 275 Passagiere (darunter 66 Kinder) sowie 15 Besatzungsmitglieder.

## Diplomatische Konsequenzen
Der Vorfall löste internationale Proteste aus. Iran bezeichnete ihn als „barbarischen Akt“; die iranische Regierung vertritt bis heute die Ansicht, dass die Maschine absichtlich abgeschossen wurde, obwohl klar gewesen sei, dass es sich um ein ziviles Verkehrsflugzeug handelte.
Der damalige US-Vizepräsident George H. W. Bush verteidigte sein Militär vor den Vereinten Nationen, indem er sagte, dass es ein Zwischenfall in Kriegszeiten gewesen sei; die Besatzung an Bord der USS Vincennes habe der vorliegenden Situation angemessen gehandelt. Er lehnte es ab, sich im Namen der Vereinigten Staaten für den Abschuss zu entschuldigen.
Präsident Ronald Reagan entschuldigte sich informell am 5. Juli beim iranischen Volk und gab bekannt, dass man Iran ein Schreiben überreicht habe, in dem er sein großes Bedauern zum Ausdruck gebracht habe. Weiterhin gab er bekannt, dass man sich zukünftig über Entschädigungszahlungen auseinandersetzen müsse.
Im Jahr 1996 kamen die Vereinigten Staaten und Iran vor dem Internationalen Gerichtshof überein, dass die USA eine Entschädigungszahlung von 61,8 Mio. USD leisten würden. Dessen ungeachtet haben die USA nie die formelle Verantwortung für den Vorfall übernommen.

## Untersuchung in der US Navy
Bei der Untersuchung des Unfalls wurde bekanntgegeben, dass drei Faktoren als Ursache für den Abschuss angesehen wurden:
1. Das Aegis-System der Vincennes arbeitete fehlerhaft.
2. Falsche nachrichtendienstliche Informationen
3. Die zumindest fragwürdige Entscheidungsfindung in der Operationszentrale der USS Vincennes

Bandar Abbas war damals ein sowohl militärisch als auch zivil genutzter Flughafen, und tatsächlich sollen dort kurz nacheinander Iran Air 655 und eine iranische F-14 Tomcat aufgestiegen sein, deren elektromagnetische Signaturen (z. B. Radarsignatur) von der Marine-Eloka vermutlich fehlgeortet worden waren. Das Aegis-System der USS Vincennes war dem zufolge nicht in der Lage, diesen Grenzfall richtig auszuwerten, und wies daraufhin das Flugobjekt in der automatischen Bedrohungsanalyse als „feindlich-militärisch“ aus. Dazu habe der zuständige Unteroffizier das Flugziel als „schnell tiefer gehend“ gemeldet, obwohl später ausgewertete Datenaufzeichnungen des Schiffes eindeutig belegten, dass der Jet die ganze Zeit über im Steigflug war. Eine solche Fehlwahrnehmung lässt sich grundsätzlich durch das Phänomen des Bestätigungsfehlers vor dem Hintergrund des Angriffs auf die USS Stark erklären.
Kapitän Rogers erhielt von George H. W. Bush 1990 den Legion-of-Merit-Orden „für außerordentliche Pflichterfüllung im Einsatz“ für sein Kommando an Bord der Vincennes von April 1987 bis Mai 1989. Dieser Orden wird oft hochrangigen Soldaten nach ihrem letzten Einsatz verliehen, wie es hier der Fall war.

## Der Abschuss in den Medien
Der Abschuss von Iran-Air-Flug 655 wurde in der kanadischen Fernsehserie Mayday – Alarm im Cockpit in der Folge Tödliche Verwechslung (Originaltitel: Mistaken Identity; Staffel 3, Episode 6) behandelt. In nachgestellten Szenen, Animationen sowie Interviews mit Hinterbliebenen und Ermittlern wurde über die Vorbereitungen, den Ablauf und die Hintergründe des Fluges berichtet.